# カルロス・サインツJr.
カルロス・サインツ・バスケス・デ・カストロ・セナモール・リンコン・レボロ・ビルト・モレノ・デ・アランダ・ドン・ペル・ウリエラゴイリア・ペレス・デル・プルガル（Carlos Sainz Vázquez de Castro Cenamor Rincón Rebollo Virto Moreno de Aranda Don Per Urrielagoiria Pérez del Pulgar, 1994年9月1日 - ）は、スペイン・マドリード出身のレーシングドライバー。通称「カルロス・サインツJr.」。
父親は世界ラリー選手権（WRC）で1990年と1992年にトヨタで2度ドライバーズタイトルを獲得し、ダカール・ラリーでは3メーカーで総合優勝を果たしたカルロス・サインツ。F1でマネージャーを務めているのは従兄弟のカルロス・オニョーロ・サインツ (Carlos Oñoro Sainz) である。
F1においては、本人の意向により「Jr.」を外し、父と同じ「カルロス・サインツ」で登録している。

## 経歴

### 初期の経歴
レーシングカートでレースキャリアを開始する。2008年にKF3クラスのアジア・パシフィック・チャンピオンシップのタイトルを獲得。2009年にはジュニア・モナコ・カート・カップで優勝する。
2010年から4輪に転向。レッドブルのサポートを受け、主にフォーミュラ・BMW・ヨーロッパ選手権に参戦。デビューシーズンながら1勝を挙げシリーズ4位となる。フォーミュラ・BMW・パシフィック選手権にも参戦し、こちらでは2勝を挙げる。シリーズ後半にはユーロカップ・フォーミュラ・ルノー、ヨーロッパF3オープン、及びイギリス・フォーミュラ・ルノー・ウィンター・シリーズにも参戦し経験を積んだ。

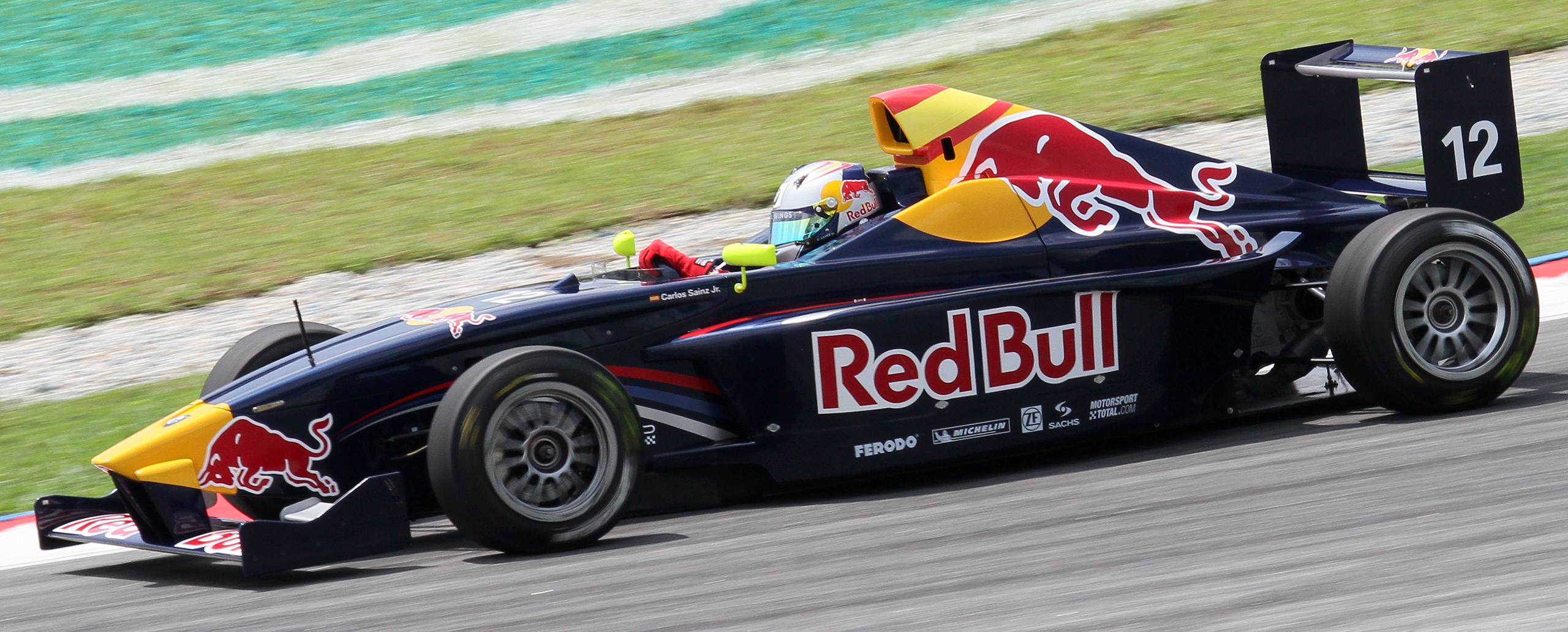
2010年フォーミュラ・BMW・パシフィック セパンサーキット第1レースにて

2011年はフォーミュラ・ルノー・ノーザン・ヨーロピアン・カップとユーロカップ・フォーミュラ・ルノーにフル参戦。ノーザン・ヨーロピアン・カップではダニール・クビアトやストフェル・バンドーンを下し、4輪で初のチャンピオンを獲得する。ユーロカップではロビン・フラインスについで2位となった。
2012年はヨーロッパF3とユーロF3（10戦中8戦がヨーロッパF3選手権でもある）に全戦、イギリスF3は日程がバッティングした1戦を除き全てに参戦した。イギリスF3では5勝を上げるものの、どのシリーズでもチャンピオンシップ争いには絡むことは出来なかった。
2013年はGP3へのフル参戦とフォーミュラ・ルノー3.5の約半数となる5ラウンドに参戦。前年と同じく複数のカテゴリーを並行して参戦した。たが、GP3のほうは1勝を挙げたものの、フォーミュラ・ルノーのほうは未勝利となり、前年より表彰台に上がった回数だけみても大幅に減り、成績面では低迷した。同じレッドブルの育成選手であり4輪デビュー同期であるダニール・クビアトがチャンピオンを獲得し、翌年からトロ・ロッソでのF1デビューを勝ち取り、先を越されてしまう。
2014年はフォーミュラ・ルノー3.5へのフル参戦のみとなり、4輪のキャリアで初めて一つのシリーズのみに参戦することになった。DAMSに移籍し7勝をあげシリーズチャンピオンを獲得する。レッドブルの育成ドライバーとしては初のフォーミュラ・ルノー3.5でのチャンピオンとなった。

### F1
2014年前半はフォーミュラ・ルノー3.5でシリーズをリードする活躍を見せたため、順調にいけば2015年はF1へステップアップするのが既定路線と思われていた。しかし、8月になるとレッドブルは育成ドライバーとしてマックス・フェルスタッペンと契約し、直ぐにジャン＝エリック・ベルニュに替わり2015年のトロ・ロッソでのF1デビューを発表する。これによりトロ・ロッソのシートは埋まり、サインツJr.のF1デビューは難しくなった。
そんななか、10月に突如セバスチャン・ベッテルがレッドブルからの離脱を発表。そしてレッドブルは後任にトロ・ロッソのクビアトの昇格を発表する。これによりクビアトのシートにサインツJr.が収まるかと思われたが、ドライバーが2人ともルーキーとなることを懸念し、再度ベルニュが候補に浮上する。その後も交渉は行われ、最終的にはサインツJr.が2015年のトロ・ロッソのシートを射止めることになった。
また、前述の通りF1でのエントリー名は「カルロス・サインツ」とした。

#### スクーデリア・トロ・ロッソ

##### 2015年
開幕戦オーストラリアGPでは終盤まで上位を走行していたが、ピットでタイヤ交換に手間取ったため順位を落とし9位でフィニッシュとなったものの、F1デビュー戦にてキャリア初入賞を記録した。その後もドライバーの技量とは関係のないトラブルが相次ぎ、決勝成績に関してはフェルスタッペンの後塵を拝することとなった。それでも粘り強い走りを披露し、アメリカGPでは最後尾スタートからの7位入賞（6位でチェッカーを受けたのだが、レース後にピットレーンでのスピード違反によるタイムペナルティとして5秒加算されて7位に降格）というシーズン最高位を記録した。フェルスタッペンに対し、ポイントでは敗れたが、予選結果では10勝9敗と勝ち越している。

##### 2016年
引き続きフェルスタッペンとのコンビでレースを戦うが、第5戦スペインGPからフェルスタッペンとクビアトがトレードとなり、以降はクビアトがチームメイトとなった。1年落ちのフェラーリのパワーユニットで戦う事となり苦戦が予想されたが、序盤はシャシー性能の高さか、なかなか好調なシーズンを送る。しかし、他チームのパワーユニットのアップグレードがある分、後半は入賞圏内に入れず、苦戦を強いられた。しかし、移籍してきたクビアトと比べて安定したシーズンを送っており、他チームから注目されるようになったが、この頃は自ら移籍する意思はあまり見せておらず、どちらかと言えば、レッドブル傘下に留まる意向が強く、現にシーズン中の早い段階で来シーズンの残留を決めている。

##### 2017年
トロ・ロッソ3年目。引き続きクビアトがチームメイト。
今期も安定したパフォーマンスを見せ、クビアトを大きく上回るポイントを獲得。シンガポールGP直前に来期はルノーへ移籍することが発表されたが、日本GP後にジョリオン・パーマーがルノーを離脱したことにより、アメリカGPより電撃移籍が決定した。なおルノーへの移籍は、トロ・ロッソのホンダエンジンへのパワーユニット変更における交渉の一環であり、親チームのレッドブルからはレンタル移籍という形となっている。
ルノー移籍直後のアメリカGPで7位入賞。残り3戦は入賞はならなかったが、ルノーのコンストラクターズランキング6位に貢献した。

#### ルノーF1

##### 2018年
予定通りルノーから参戦。チームメイトはニコ・ヒュルケンベルグ。
この年のチームは好調でトップの3チームには及ばないものの、その次点の位置をキープ。ヒュルケンベルグとともに予選Q3の常連となり、第4戦アゼルバイジャンGPでは荒れたレースを生き残り5位入賞。2018年のチーム最高位を記録し、同時に自身のシーズン最高位となるなど、安定して入賞を重ねた。一方でチームメイト対決という点では、ヒュルケンベルグよりも予選でのパフォーマンスがやや劣り獲得ポイントでは敗れたものの、ヒュルケンベルグのマシントラブルによるリタイアが多発したこともあり、入賞回数では上回っている。
2019年はダニエル・リカルドがレッドブルからルノーチームへ移籍することにより同チームのシート喪失が確定。その後、来季はサインツがリカルドの後任でレッドブルに移籍と報じられたこともあったが、最終的には同郷の先輩、フェルナンド・アロンソの後任としてマクラーレンへの移籍が発表された。このマクラーレンへの移籍により、レッドブルとの関係は終了することとなった。

#### マクラーレン

##### 2019年
マクラーレン1年目。チームメイトは2018年のリザーブドライバーから昇格したランド・ノリス。
シーズン前のインタビューでは前年のマクラーレンの不振から厳しい1年となるというコメントしていたが、テストでは好調な結果を残した。フライアウェイとなった序盤3戦はPUトラブルや接触によりノーポイントに終わるが、第4戦で今季初の7位入賞を記録。第9戦ではPU交換ペナルティにより19番手スタートながら、レースでは見事な追い上げを見せて8位入賞を記録した。
後半戦の序盤はマシントラブルに泣いてリタイアしたが、前年のマクラーレンとは違い失速することなく戦闘力を維持。第20戦ではPUトラブルで最後尾スタートとなるが、決勝は1ストップ戦略で猛追して4位でフィニッシュした。加えて3位のルイス・ハミルトン（メルセデス）が接触の責を問われたタイムペナルティにより降格。その結果、表彰式には間に合わなかったものの（自身が区間外でDRSを使用したことが審議対象になり、一旦チェッカーフラッグを受けた順番で式典が行われた為）、サインツが3位に繰り上がり、自身初、そしてチームにとっては2014年開幕戦以来の表彰台を獲得した。
最終的にドライバーズランキング6位を獲得してトップ3の一角を崩す結果となった。この年の活躍は自身の評価を大きく高め、今後のキャリアを変えたシーズンとなった。

##### 2020年
マクラーレン2年目。プレシーズンテストの頃からチームとの契約期間の延長を前提とした交渉を開始し、両者その方向で進んでいた。ところが、新型コロナウイルス流行によりシーズン開幕が遅れ、交渉はいったん保留となっていた最中、5月12日にセバスチャン・ベッテルのフェラーリ離脱が発表。その数日後となる5月14日、今シーズン限りでマクラーレンを離れ、来シーズンはフェラーリから参戦することが正式発表された。
新型コロナウイルスの世界的な流行で4ヶ月近く開幕が遅れたが、開幕戦オーストリアGPでは5位入賞を果たしてシーズンをスタート。シルバーストン・サーキットでの2連戦となった第4戦イギリスGPと第5戦70周年記念グランプリでは、前者はレース終盤に起きたタイヤのパンク、後者はタイヤ交換に使うホイールガンのトラブルによるタイムロス、また第7戦ベルギーGPではスタート前のエンジントラブルで出走できず、その3戦はノーポイントで終わったが他は入賞しており、着実に入賞を積み重ねた。
第8戦イタリアGPでは、スタートを成功させて序盤から2位を走行。レース中盤の赤旗中断の前の時点で3位に着け、首位のルイス・ハミルトンがペナルティで後退するのは確実であったため、キャリア初優勝の可能性も浮上した。レース再開直後は順位を落とすも、35周目には2位へ浮上。そこから、首位ピエール・ガスリーとのマッチレースを展開するもあと一歩及ばなかった。それでも、自己最高となる2位で今季初表彰台を獲得。また、2019年の時は繰り上げであったのに対し、今回は3位以内で初めてチェッカーを受けたため、F1キャリアで初めてシャンパンファイトを楽しむこととなった。最終的にドライバーズランキングは前年と同じだったが、前年より4戦少ない中で前年のポイント数を上回る105ポイントを獲得。マクラーレンのコンストラクターズランキング3位獲得にも大きく貢献した。

#### フェラーリ

##### 2021年
フェラーリに移籍。チームメイトはシャルル・ルクレール。
開幕戦バーレーンGPでは予選で8番手を獲得し、決勝は8位入賞でシーズンをスタートした。第5戦モナコGPでは予選Q3に進むが赤旗終了により、暫定4番手のタイムで順位確定となったが、決勝は2位でフィニッシュしフェラーリ移籍後、および同年のチーム初表彰台を獲得した。
前年のフェラーリの不振から今年度は困難なシーズンになるという見方が多かったものの、蓋を開けてみるとフェラーリの戦闘力向上の恩恵もあり、シーズン唯一の全戦完走に加えて22戦中20戦で入賞。第11戦ハンガリーGPの繰り上げも含まれるが表彰台を計4回を獲得し、タイトルを獲得したレッドブルとメルセデスのドライバー4人に次ぐドライバーズランキング5位を記録。チームメイトのルクレールに対し、決勝順位の比較では負け越しながらも年間成績では上回った。

##### 2022年
フェラーリ2年目。
この年のマシンである、フェラーリ・F1-75が序盤から戦闘力を見せ、開幕戦のバーレーンGPでは2位、第2戦のサウジアラビアGPで3位と開幕から2戦連続で表彰台に登った。前半戦は中々勝利に結びつかないレースが続くが、第10戦のイギリスGPでは予選でポールポジション(PP)を獲得すると、途中順位を落としながらも自身初優勝を記録した。ドライバーズランキングは5位。

##### 2023年
フェラーリ3年目。
第16戦シンガポールGPで自身2度目のポール・トゥ・ウィンを達成する。この年はレッドブルが他を圧倒しており、この勝利がレッドブル以外のドライバーが挙げた唯一の勝利となった。

##### 2024年
フェラーリ4年目。
1月頃チームメイトのルクレールは複数年契約を結んだものの、サインツは今年までの契約から進展がなく今年限りで離脱するのではとの声が大きくなった。そして2月1日、フェラーリからルイス・ハミルトンとの2025年シーズンにメルセデスから電撃移籍をすると発表。これに伴い自身のSNSを通じ、今年限りでのフェラーリ離脱を正式に発表した。尚、移籍先は後日改めて声明を発表すると報じられた。
開幕戦バーレーングランプリでレッドブル勢に次ぐ3位表彰台を獲得。第2戦サウジアラビアグランプリではフリー走行3回目の前に虫垂炎で手術が必要なため欠場(代役はオリバー・ベアマン)となったが、手術を終えた翌日のレース当日にはパドックに姿を見せていた。復帰戦となったオーストラリアグランプリでは予選2位と健闘、レースでも1周目にトラブルを抱えたPPスタートのフェルスタッペンをかわすと、その後は一度もトップを譲ることなく通算3勝目をあげた。
ベルギーグランプリ終了後、来季からはウィリアムズF1へ移籍することが発表された。

## 人物
- マクラーレン時代のチームメイトであるランド・ノリスとは非常に仲が良いことで有名である。2人は「Carlando」と呼ばれ、F1及びチームの公式SNSでも度々使用されている。[34][35][36]　2人の間では常にオープンで透明性のある会話が行われていたことでパフォーマンスの向上に繋がり、マクラーレンの2020年のコンストラクターズランキング3位獲得に大きく貢献したとも言われている[37]。また、ノリスの方も、サインツとは共通の趣味があったため、それを通じて良好な関係を築いたことを認めている[38]。他にもトロ・ロッソ時代のチームメイトであったマックス・フェルスタッペンとは、2016年オーストラリアグランプリでのチームメイト同士の接触といった緊張関係があるように見えたが[39]、当人らは良好な関係を保っており、フェルスタッペン、ノリスと共に表彰台に上がった2021年モナコGPでは、決勝後のトップ3会見で彼らとの仲の良さをアピールした[40]。
- 父の歩んだラリーやオフロード系競技にも関心があり、2018年のWRCラリー・モンテカルロでは名所のチュリニ峠をルノー・メガーヌR.S.で体験ドライブした[41]。2023年ダカール・ラリーでは、還暦を超えても一線で活躍する父の戦いぶりを現地ヘリで追いかけつつ応援していたが、ステージ3でトラブルに見舞われた父の修復作業を間近で見た後、父がドアを締めるのを手伝ったことが規則上（競技区間における、ドライバー・コドライバーを除くチームスタッフによる作業や助言）違反の恐れがあるとして、FIAの審議の対象となってしまう一幕があった。結局サインツはチームスタッフではなくゲストであると認められ不問となったが、「紛らわしいことはしないほうがよい」という勧告を受けている[42]。
- 自転車選手のタデイ・ポガチャルとは、モナコで近所に住んでおり、お互いの休日が合う際には一緒に「コーヒーライド」と称して片道30 - 40kmほどのサイクリングに行く仲である[43]。

### フェルナンド・アロンソとの関係
- モータースポーツの世界に足を踏み入れたのには同じ名前を持つ父親の影響が大きいが、F1で成長できたのは、同郷で先輩であるアロンソのおかげだと次のように語っている。「フェルナンドは僕が15歳だったころから指導してくれていたんだ。それにすごく助けられたよ。彼がいなかったら、恐らく僕は今ここにいなかったかもしれないね。彼には大きな恩があるよ」[44]。
- F1でのキャリアも似通う点があり、共にファエンツァのチームからデビュー(サインツがデビューした時はトロ・ロッソ、アロンソがデビューした時はその前身のミナルディ)、その後ルノーへ移籍し、そこからマクラーレンを経てフェラーリに加入している。ちなみに、アロンソはマクラーレン(第1期)で1年間過ごしたのち、フェラーリの加入前に古巣ルノーに復帰している。

### F1での成績
- リタイアを除けば成績は比較的安定しており、入賞を逃しても11位や12位など僅差のパターンが多い。
- デビューイヤーの2015年以降、入賞率100%(2021年時点)となっているのは母国であるスペイン、市街地コースのモナコ、フライアウェイ戦の1戦であるアメリカとなっている。特にスペインとアメリカは相性抜群で前者は2015年に自身の予選最高位である5位を獲得(決勝は9位入賞)。後者は8位以内で入賞し続けているうえ、2015年は予選Q1でのクラッシュにより最後尾スタートを強いられながらも7位入賞を決め、同シーズン最高位を記録している。
- 市街地コースでも好成績を残しており、モナコではデビュー以来毎年入賞し、2021年と2022年には2年連続で2位表彰台を獲得。アゼルバイジャンではサスペンショントラブルでリタイアした2016年を除きすべて入賞(ただし、2016年はヨーロッパGPとして開催されているため、アゼルバイジャンGPとしては毎年入賞している形となる)、シンガポールでは入賞できななかった年もあるものの全て完走し、2023年には優勝も記録している。
- 2021年メキシコシティグランプリでの6位入賞により、2020年に1回のみ開催となったムジェロ・サーキットのレースを除き、自身がキャリアで走ったコース全てでポイントを獲得したことになった。
- キャリア101戦目[45]となる2019年ブラジルグランプリにて表彰台初登壇を果たし、長らく最遅表彰台記録となっていたが、2025年イギリスグランプリ[46]でニコ・ヒュルケンベルグが239戦目に登壇し、ヒュルケンベルグがその記録を更新することなった。
- キャリア150戦目[47]となる2022年イギリスグランプリにて初PPからのポールトゥーウィンで初優勝を果たしたが、これはマーク・ウェバーが保持していたキャリアで最も遅いポールトゥーウィン達成の記録を更新することとなった。キャリアで最も遅い初PP（216戦目）と初優勝（190戦目）に関してはセルジオ・ペレスが更新したが[48][49]、ポールトゥーウィンに関してはペレスも含む他ドライバーが記録していなかったため、サインツがその記録保持者となっている。

## レース戦績

### 略歴
| 年   | シリーズ                                    | チーム                                              | レース           | PP               | 勝利             | FL               | 表彰台           | ポイント         | 順位             |
| ---- | ------------------------------------------- | --------------------------------------------------- | ---------------- | ---------------- | ---------------- | ---------------- | ---------------- | ---------------- | ---------------- |
| 2010 | フォーミュラ・BMW ヨーロッパ                | ユーロインターナショナル（英語版）                  | 16               | 2                | 1                | 2                | 5                | 227              | 4位              |
| 2010 | フォーミュラ・BMW パシフィック              | ユーロインターナショナル（英語版）                  | 9                | 3                | 2                | 2                | 5                | N/A              | NC†              |
| 2010 | ユーロカップ・フォーミュラ・ルノー2.0       | イプシロン・ユースカディ                            | 4                | 0                | 0                | 0                | 1                | N/A              | NC†              |
| 2010 | ユーロカップ・フォーミュラ・ルノー2.0       | テック1・レーシング（英語版）                       | 4                | 0                | 0                | 0                | 1                | N/A              | NC†              |
| 2010 | ヨーロピアンF3・オープン（英語版）          | デ・ヴィロタ・モータースポーツ（英語版）            | 4                | 0                | 0                | 0                | 1                | N/A              | NC†              |
| 2010 | フォーミュラ・ルノーUK ウィンター・シリーズ | コイラネン・ブロス・モータースポーツ（英語版）      | 2                | 0                | 0                | 0                | 0                | 18               | 18位             |
| 2011 | ユーロカップ・フォーミュラ・ルノー2.0       | コイラネン・モータースポーツ（英語版）              | 14               | 4                | 2                | 5                | 10               | 200              | 2位              |
| 2011 | フォーミュラ・ルノー2.0 NEC                 | コイラネン・モータースポーツ（英語版）              | 20               | 8                | 10               | 12               | 17               | 489              | 1位              |
| 2011 | フォーミュラ3・ユーロシリーズ               | シグナチュール                                      | 3                | 0                | 0                | 0                | 0                | N/A              | NC†              |
| 2011 | マカオグランプリ                            | シグナチュール                                      | 3                | 0                | 0                | 0                | 0                | N/A              | 17位             |
| 2012 | イギリス・フォーミュラ3選手権               | カーリン                                            | 26               | 1                | 5                | 2                | 9                | 224              | 6位              |
| 2012 | フォーミュラ3・ユーロシリーズ               | カーリン                                            | 24               | 2                | 0                | 0                | 2                | 112              | 9位              |
| 2012 | FIA フォーミュラ3・ヨーロピアン選手権       | カーリン                                            | 20               | 2                | 1                | 1                | 5                | 161              | 5位              |
| 2012 | マスターズ・オブ・フォーミュラ3             | カーリン                                            | 1                | 0                | 0                | 0                | 0                | N/A              | 4位              |
| 2012 | マカオグランプリ                            | カーリン                                            | 3                | 0                | 0                | 0                | 0                | N/A              | 7位              |
| 2013 | GP3シリーズ                                 | MW・アーデン（英語版）                              | 16               | 1                | 0                | 2                | 2                | 66               | 10位             |
| 2013 | フォーミュラ・ルノー3.5 シリーズ            | ゼータ・コルセ（英語版）                            | 9                | 0                | 0                | 1                | 0                | 22               | 19位             |
| 2013 | マカオグランプリ                            | カーリン                                            | 1                | 0                | 0                | 0                | 0                | N/A              | 7位              |
| 2013 | フォーミュラ1                               | インフィニティ・レッドブル・レーシング              | テストドライバー | テストドライバー | テストドライバー | テストドライバー | テストドライバー | テストドライバー | テストドライバー |
| 2013 | フォーミュラ1                               | スクーデリア・トロ・ロッソ                          | テストドライバー | テストドライバー | テストドライバー | テストドライバー | テストドライバー | テストドライバー | テストドライバー |
| 2014 | フォーミュラ・ルノー3.5 シリーズ            | DAMS                                                | 17               | 7                | 7                | 6                | 7                | 227              | 1位              |
| 2015 | フォーミュラ1                               | スクーデリア・トロ・ロッソ                          | 19               | 0                | 0                | 0                | 0                | 18               | 15位             |
| 2016 | フォーミュラ1                               | スクーデリア・トロ・ロッソ                          | 21               | 0                | 0                | 0                | 0                | 46               | 12位             |
| 2017 | フォーミュラ1                               | スクーデリア・トロ・ロッソ                          | 16               | 0                | 0                | 0                | 0                | 54               | 9位              |
| 2017 | フォーミュラ1                               | ルノー・スポールF1チーム                            | 4                | 0                | 0                | 0                | 0                | 54               | 9位              |
| 2018 | フォーミュラ1                               | ルノー・スポールF1チーム                            | 21               | 0                | 0                | 0                | 0                | 53               | 10位             |
| 2019 | フォーミュラ1                               | マクラーレンF1チーム                                | 21               | 0                | 0                | 0                | 1                | 96               | 6位              |
| 2020 | フォーミュラ1                               | マクラーレンF1チーム                                | 17               | 0                | 0                | 1                | 1                | 105              | 6位              |
| 2021 | フォーミュラ1                               | スクーデリア・フェラーリ・ミッション・ウィノウ      | 22               | 0                | 0                | 0                | 4                | 164.5            | 5位              |
| 2022 | フォーミュラ1                               | スクーデリア・フェラーリ                            | 22               | 1                | 3                | 2                | 9                | 246              | 5位              |
| 2023 | フォーミュラ1                               | スクーデリア・フェラーリ                            | 22               | 1                | 2                | 0                | 3                | 200              | 7位              |
| 2024 | フォーミュラ1                               | スクーデリア・フェラーリ スクーデリア・フェラーリHP | 24               | 2                | 1                | 1                | 9                | 290              | 5位              |
| 2025 | フォーミュラ1                               | アトラシアン・ウィリアムズ・レーシング              | 14               | 0                | 0                | 0                | 0                | 16*              | 16位*            |

- † : ゲストドライバーとしての出走であるため、ポイントは加算されない。
- * : 現状の今シーズン順位。

### フォーミュラ・BMW ヨーロッパ
| 年                | エントラント                        | 1       | 2       | 3       | 4     | 5       | 6        | 7       | 8       | 9        | 10      | 11      | 12      | 13        | 14        | 15      | 16      | DC  | ポイント |
| ----------------- | ----------------------------------- | ------- | ------- | ------- | ----- | ------- | -------- | ------- | ------- | -------- | ------- | ------- | ------- | --------- | --------- | ------- | ------- | --- | -------- |
| 2010年 （英語版） | ユーロインターナショナル （英語版） | CAT 1 3 | CAT 2 6 | ZAN 1 5 | ZAN 2 | VAL 1 7 | VAL 2 10 | SIL 1 3 | SIL 2 1 | HOC 1 11 | HOC 2 6 | HUN 1 4 | HUN 2 3 | SPA 1 Ret | SPA 2 Ret | MNZ 1 8 | MNZ 2 6 | 4位 | 227      |

- 太字はポールポジション、斜字はファステストラップ。(key)

### ユーロカップ・フォーミュラ・ルノー2.0
| 年                | エントラント                   | 1     | 2     | 3     | 4       | 5       | 6     | 7       | 8        | 9        | 10      | 11      | 12    | 13      | 14       | 15        | 16      | 順位 | ポイント |
| ----------------- | ------------------------------ | ----- | ----- | ----- | ------- | ------- | ----- | ------- | -------- | -------- | ------- | ------- | ----- | ------- | -------- | --------- | ------- | ---- | -------- |
| 2010年 （英語版） | イプシロン・ユースカディ       | ALC 1 | ALC 2 | SPA 1 | SPA 2   | BRN 1   | BRN 2 | MAG 1   | MAG 2    | HUN 1    | HUN 2   | HOC 1   | HOC 2 | SIL 1 3 | SIL 2 18 |           |         | NC   | 0        |
| 2010年 （英語版） | テック1・レーシング （英語版） |       |       |       |         |         |       |         |          |          |         |         |       |         |          | CAT 1 Ret | CAT 2 5 | NC   | 0        |
| 2011年 （英語版） | コイラネンGP （英語版）        | ALC 1 | ALC 2 | SPA 1 | SPA 2 3 | NÜR 1 2 | NÜR 2 | HUN 1 8 | HUN 2 14 | SIL 1 27 | SIL 2 6 | LEC 1 3 | LEC 2 | CAT 1 2 | CAT 2    |           |         | 2位  | 200      |

- 太字はポールポジション、斜字はファステストラップ。(key)

### フォーミュラ・ルノー2.0 ノーザン・ヨーロピアン・カップ
| 年                | エントラント            | 1       | 2       | 3       | 4     | 5       | 6     | 7       | 8     | 9       | 10      | 11      | 12      | 13    | 14      | 15      | 16      | 17      | 18       | 19    | 20      | DC  | ポイント |
| ----------------- | ----------------------- | ------- | ------- | ------- | ----- | ------- | ----- | ------- | ----- | ------- | ------- | ------- | ------- | ----- | ------- | ------- | ------- | ------- | -------- | ----- | ------- | --- | -------- |
| 2011年 （英語版） | コイラネンGP （英語版） | HOC 1 3 | HOC 2 1 | HOC 3 1 | SPA 1 | SPA 2 3 | NÜR 1 | NÜR 2 1 | ASS 1 | ASS 2 8 | ASS 3 2 | OSC 1 3 | OSC 2 1 | ZAN 1 | ZAN 2 1 | MST 1 2 | MST 2 1 | MST 3 2 | MNZ 1 18 | MNZ 2 | MNZ 3 8 | 1位 | 489      |

- 太字はポールポジション、斜字はファステストラップ。(key)

### フォーミュラ3・ユーロシリーズ
| 年                | エントラント   | エンジン           | 1       | 2       | 3       | 4       | 5       | 6       | 7         | 8       | 9       | 10        | 11        | 12       | 13      | 14       | 15       | 16       | 17      | 18      | 19        | 20       | 21      | 22        | 23       | 24       | 25        | 26        | 27      | DC  | ポイント |
| ----------------- | -------------- | ------------------ | ------- | ------- | ------- | ------- | ------- | ------- | --------- | ------- | ------- | --------- | --------- | -------- | ------- | -------- | -------- | -------- | ------- | ------- | --------- | -------- | ------- | --------- | -------- | -------- | --------- | --------- | ------- | --- | -------- |
| 2011年 （英語版） | シグナチュール | フォルクスワーゲン | LEC 1   | LEC 2   | LEC 3   | HOC 1   | HOC 2   | HOC 3   | ZAN 1     | ZAN 2   | ZAN 3   | RBR 1     | RBR 2     | RBR 3    | NOR 1   | NOR 2    | NOR 3    | NUR 1    | NUR 2   | NUR 3   | SIL 1     | SIL 2    | SIL 3   | VAL 1     | VAL 2    | VAL 3    | HOC 1 Ret | HOC 2 Ret | HOC 3 5 | NC* | N/A      |
| 2012年 （英語版） | カーリン       | フォルクスワーゲン | HOC 1 2 | HOC 2 5 | HOC 3 2 | BRH 1 4 | BRH 2 6 | BRH 3 4 | RBR 1 16† | RBR 2 7 | RBR 3 5 | NOR 1 Ret | NOR 2 25† | NOR 3 19 | NÜR 1 7 | NÜR 2 15 | NÜR 3 10 | ZAN 1 11 | ZAN 2 9 | ZAN 3 5 | VAL 1 Ret | VAL 2 10 | VAL 3 6 | HOC 1 Ret | HOC 2 13 | HOC 3 11 |           |           |         | 9位 | 112      |

- 太字はポールポジション、斜字はファステストラップ。(key)
- * : ゲストドライバーとしての出走であるため、ポイントは加算されない。
- † : リタイアだが、90%以上の距離を走行したため規定により完走扱い。

### イギリス・フォーミュラ3選手権
| 年                | エントラント | エンジン           | 1       | 2       | 3       | 4     | 5       | 6       | 7       | 8     | 9        | 10       | 11    | 12      | 13      | 14        | 15        | 16       | 17       | 18      | 19      | 20      | 21        | 22       | 23      | 24      | 25      | 26      | 27    | 28    | 29    | DC  | ポイント |
| ----------------- | ------------ | ------------------ | ------- | ------- | ------- | ----- | ------- | ------- | ------- | ----- | -------- | -------- | ----- | ------- | ------- | --------- | --------- | -------- | -------- | ------- | ------- | ------- | --------- | -------- | ------- | ------- | ------- | ------- | ----- | ----- | ----- | --- | -------- |
| 2012年 （英語版） | カーリン     | フォルクスワーゲン | OUL 1 3 | OUL 2 5 | OUL 3 4 | MNZ 1 | MNZ 2 8 | MNZ 3 1 | PAU 1 6 | PAU 2 | ROC 1 10 | ROC 2 12 | ROC 3 | BRH 1 4 | BRH 2 4 | BRH 3 Ret | NOR 1 Ret | NOR 2 25 | NOR 3 19 | SPA 1 3 | SPA 2 C | SPA 3 1 | SNE 1 Ret | SNE 2 11 | SNE 3 1 | SIL 1 2 | SIL 2 7 | SIL 3 5 | DON 1 | DON 2 | DON 3 | 6位 | 224      |

- 太字はポールポジション、斜字はファステストラップ。(key)

### GP3シリーズ
| 年                | エントラント            | 1          | 2           | 3         | 4         | 5          | 6          | 7         | 8         | 9         | 10        | 11          | 12         | 13        | 14        | 15          | 16         | DC   | ポイント |
| ----------------- | ----------------------- | ---------- | ----------- | --------- | --------- | ---------- | ---------- | --------- | --------- | --------- | --------- | ----------- | ---------- | --------- | --------- | ----------- | ---------- | ---- | -------- |
| 2013年 （英語版） | MW・アーデン （英語版） | CAT FEA 15 | CAT SPR DSQ | VAL FEA 5 | VAL SPR 3 | SIL FEA 13 | SIL SPR 13 | NÜR FEA 6 | NÜR SPR 5 | HUN FEA 5 | HUN SPR 2 | SPA FEA Ret | SPA SPR 13 | MNZ FEA 9 | MNZ SPR 9 | YMC FEA DSQ | YMC SPR 18 | 10位 | 66       |

- 太字はポールポジション、斜字はファステストラップ。(key)

### フォーミュラ・ルノー3.5 シリーズ
| 年                | チーム                    | 1        | 2       | 3     | 4       | 5       | 6         | 7         | 8        | 9       | 10    | 11        | 12      | 13       | 14        | 15        | 16        | 17       | 順位 | ポイント |
| ----------------- | ------------------------- | -------- | ------- | ----- | ------- | ------- | --------- | --------- | -------- | ------- | ----- | --------- | ------- | -------- | --------- | --------- | --------- | -------- | ---- | -------- |
| 2013年 （英語版） | ゼータ・コルセ （英語版） | MNZ 1    | MNZ 2   | ALC 1 | ALC 2   | MON 1 6 | SPA 1 Ret | SPA 2 18† | MSC 1    | MSC 2   | RBR 1 | RBR 2     | HUN 1 7 | HUN 2 22 | LEC 1 16† | LEC 2 Ret | CAT 1 Ret | CAT 2 6  | 19位 | 22       |
| 2014年 （英語版） | DAMS                      | MNZ 1 18 | MNZ 2 1 | ALC 1 | ALC 2 4 | MON 1 4 | SPA 1     | SPA 2 1   | MSC 1 14 | MSC 2 6 | NÜR 1 | NÜR 2 Ret | HUN 1 4 | HUN 2 6  | LEC 1     | LEC 2 1   | JER 1 15  | JER 2 11 | 1位  | 227      |

- 太字はポールポジション、斜字はファステストラップ。(key)
- † : リタイアだが、90%以上の距離を走行したため規定により完走扱い。

### フォーミュラ1
| 年     | エントラント | シャシー | エンジン                              | 1       | 2        | 3       | 4        | 5      | 6        | 7       | 8       | 9       | 10      | 11       | 12       | 13      | 14      | 15      | 16      | 17       | 18      | 19      | 20      | 21       | 22      | 23     | 24    | WDC   | ポイント |
| ------ | ------------ | -------- | ------------------------------------- | ------- | -------- | ------- | -------- | ------ | -------- | ------- | ------- | ------- | ------- | -------- | -------- | ------- | ------- | ------- | ------- | -------- | ------- | ------- | ------- | -------- | ------- | ------ | ----- | ----- | -------- |
| 2015年 | トロ・ロッソ | STR10    | ルノー Energy F1-2015 1.6 V6 t        | AUS 9   | MAL 8    | CHN 13  | BHR Ret  | ESP 9  | MON 10   | CAN 12  | AUT Ret | GBR Ret | HUN Ret | BEL Ret  | ITA 11   | SIN 9   | JPN 10  | RUS Ret | USA 7   | MEX 13   | BRA Ret | ABU 11  |         |          |         |        |       | 15位  | 18       |
| 2016年 | トロ・ロッソ | STR11    | フェラーリ 060 1.6 V6 t               | AUS 9   | BHR Ret  | CHN 9   | RUS 12   | ESP 6  | MON 8    | CAN 9   | EUR Ret | AUT 8   | GBR 8   | HUN 8    | GER 14   | BEL Ret | ITA 15  | SIN 14  | MAL 11  | JPN 17   | USA 6   | MEX 16  | BRA 6   | ABU Ret  |         |        |       | 12位  | 46       |
| 2017年 | トロ・ロッソ | STR12    | トロ・ロッソ 1.6 V6 t                 | AUS 8   | CHN 7    | BHR Ret | RUS 10   | ESP 7  | MON 6    | CAN Ret | AZE 8   | AUT Ret | GBR Ret | HUN 7    | BEL 10   | ITA 14  | SIN 4   | MAL Ret | JPN Ret |          |         |         |         |          |         |        |       | 9位   | 54       |
| 2017年 | ルノー       | R.S.17   | ルノー R.E.17 1.6 V6 t                |         |          |         |          |        |          |         |         |         |         |          |          |         |         |         |         | USA 7    | MEX Ret | BRA 11  | ABU Ret |          |         |        |       | 9位   | 54       |
| 2018年 | ルノー       | R.S.18   | ルノー R.E.18 1.6 V6 t                | AUS 10  | BHR 11   | CHN 9   | AZE 5    | ESP 7  | MON 10   | CAN 8   | FRA 8   | AUT 12  | GBR Ret | GER 12   | HUN 9    | BEL 11  | ITA 8   | SIN 8   | RUS 17  | JPN 10   | USA 7   | MEX Ret | BRA 12  | ABU 6    |         |        |       | 10位  | 53       |
| 2019年 | マクラーレン | MCL34    | ルノー E-Tech 19 1.6 V6 t             | AUS Ret | BHR 19†  | CHN 14  | AZE 7    | ESP 8  | MON 6    | CAN 11  | FRA 6   | AUT 8   | GBR 6   | GER 5    | HUN 5    | BEL Ret | ITA Ret | SIN 12  | RUS 6   | JPN 5    | MEX 13  | USA 8   | BRA 3   | ABU 10   |         |        |       | 6位   | 96       |
| 2020年 | マクラーレン | MCL35    | ルノー E-Tech 20 1.6 V6 t             | AUT 5   | STY 9    | HUN 9   | GBR 13   | 70A 13 | ESP 6    | BEL DNS | ITA 2   | TUS Ret | RUS Ret | EIF 5    | POR 6    | EMI 7   | TUR 5   | BHR 5   | SKH 4   | ABU 6    |         |         |         |          |         |        |       | 6位   | 105      |
| 2021年 | フェラーリ   | SF21     | フェラーリ 065/6 1.6 V6 t             | BHR 8   | EMI 5    | POR 11  | ESP 7    | MON 2  | AZE 8    | FRA 11  | STY 6   | AUT 5   | GBR 611 | HUN 3    | BEL 10‡  | NED 7   | ITA 67  | RUS 3   | TUR 8   | USA 7    | MXC 6   | SÃO 63  | QAT 7   | SAU 8    | ABU 3   |        |       | 5位   | 164.5    |
| 2022年 | フェラーリ   | F1-75    | フェラーリ 066/7 1.6 V6 t             | BHR 2   | SAU 3    | AUS Ret | EMI Ret4 | MIA 3  | ESP 4    | MON 2   | AZE Ret | CAN 2   | GBR 1   | AUT Ret3 | FRA 5    | HUN 4   | BEL 3   | NED 8   | ITA 4   | SIN 3    | JPN Ret | USA Ret | MXC 5   | SÃO 32   | ABU 4   |        |       | 5位   | 246      |
| 2023年 | フェラーリ   | SF-23    | フェラーリ 066/10 1.6 V6 t            | BHR 4   | SAU 6    | AUS 12  | AZE 5    | MIA 5  | MON 8    | ESP 5   | CAN 5   | AUT 63  | GBR 10  | HUN 8    | BEL Ret4 | NED 5   | ITA 3   | SIN 1   | JPN 6   | QAT DNS6 | USA 36  | MXC 4   | SÃO 68  | LVG 6    | ABU 18† |        |       | 7位   | 200      |
| 2024年 | フェラーリ   | SF-24    | フェラーリ 066/12 1.6 V6 t            | BHR 3   | SAU WD   | AUS 1   | JPN 3    | CHN 5  | MIA 5    | EMI 5   | MON 3   | CAN Ret | ESP 6   | AUT 35   | GBR 5    | HUN 6   | BEL 6   | NED 5   | ITA 4   | AZE 18†  | SIN 7   | USA 2   | MXC 1   | SÃO Ret5 | LVG 3   | QAT 64 | ABU 2 | 5位   | 290      |
| 2025年 | ウィリアムズ | FW47     | メルセデス M16 E Performance 1.6 V6 t | AUS Ret | CHN 1017 | JPN 14  | BHR Ret  | SAU 8  | MIA 9Ret | EMI 8   | MON 10  | ESP 14  | CAN 10  | AUT DNS  | GBR 12   | BEL 186 | HUN 14  | NED     | ITA     | AZE      | SIN     | USA     | MXC     | SÃO      | LVG     | QAT    | ABU   | 16位* | 16*      |

- 太字はポールポジション、斜字はファステストラップ。(key)
- † : リタイアだが、90%以上の距離を走行したため規定により完走扱い。
- 決勝順位右上の小数字はスプリント予選・スプリントレースでの順位。
- ‡ : ハーフポイント。レース周回数が75%未満で終了したため、得点が半分となる。
- * : 現状の今シーズン順位。